# Abbaye Saint-Procope
L’abbaye Saint-Procope (St. Procopius Abbey) est une abbaye bénédictine située dans la banlieue ouest de Chicago à Lisle (Illinois). Elle appartient à la congrégation américano-cassinaise de la confédération bénédictine de l'Ordre de Saint-Benoît. Elle dirige la Benet School, une école secondaire et un Preparatory College, ainsi qu'une université, l'Université Bénédictine.

## Histoire
L'abbaye a été fondée en 1885 et abrite à l'origine des descendants ou des immigrés originaires d'Autriche-Hongrie, en particulier de Bohême, de Slovaquie et de Slovénie. Elle est vouée à saint Procope de Sázava. Elle est dirigée depuis 2002 par l'abbé Dismas Kalcic, osb.
D'abord à Chicago dans la paroisse du même nom, l'abbaye a déménagé l'école à Lisle en 1901 et elle-même en 1914. De nouveaux bâtiments modernes ont été construits en 1970.
L'abbaye, outre les retraites et les séjours spirituels qu'elle offre, est un foyer de la culture tchèque aux États-Unis.
Sa communauté regroupe 45 moines et les élèves de ses établissements sont au nombre de 4 000.

## Musée
Le Jurica Nature Museum est situé sur le campus de la Benedictine University.